# Ossos de Napier

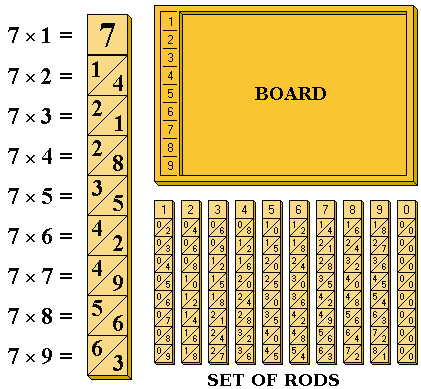
Ossos de Napier.

Ossos de Napier é um dispositivo de cálculo de funcionamento manual criado por John Napier de Merchiston para cálculo de produtos e quocientes de números. O método foi baseado na matemática árabe e na estrutura de multiplicação usada por Matrakci Nasuh no Hisab Umdet-ul  e nos  trabalhos de Fibonacci no seu Liber Abaci. A técnica também foi chamada de Rabdology (do grego ῥάβδoς [ r (h) abdos], "vara" e -λογία [logia], "estudo"). Napier publicou sua versão em 1617 em Rabdologiæ, impressa em Edimburgo, Escócia, dedicada ao seu patrono Alexander Seton.
Usando as tabelas de multiplicação incorporadas nas hastes, a multiplicação e a divisão podem ser reduzidas a operações de adição e subtração. O uso mais avançado das hastes pode até extrair raízes quadradas. Note-se que os ossos de Napier não são os mesmos que os  logaritmos , com os quais o nome de Napier também está associado.
O dispositivo completo, geralmente inclui uma placa de base com uma jante; o usuário coloca hastes de Napier dentro do aro para a realização de multiplicação ou divisão. Margem esquerda do tabuleiro é dividido em 9 quadrados, mantendo os números de 1 a 9. As hastes de Napier consistem em tiras de madeira, metal ou papelão pesado. Ossos de Napier são tridimensionais, quadrado na seção transversal, com quatro diferentes varas gravadas em cada um. Um conjunto de tais ossos pode ser fechado em uma caixa de transporte conveniente.
A superfície da haste compreende 9 quadrados, e cada quadrado, exceto para o de cima, compreende duas metades divididas por uma linha diagonal. O primeiro quadrado de cada vara tem um único dígito, e os outros quadrados guardaram deste número duplos, triplos, quádruplos, quíntuplos, e assim por diante até o último quadrado contém nove vezes o número na praça top. Os dígitos de cada produto são escritos um de cada lado da diagonal;números de menos do que 10 ocupar o triângulo inferior, com um zero na metade superior.
Um conjunto é composto por 10 hastes correspondentes aos dígitos de 0 a 9. A haste 0, embora possa parecer desnecessário, é necessária para multiplicadores ou multiplicações possuindo 0.